# Isla de Santa María (Azores)
La isla de Santa María es una isla del archipiélago de las Azores, oficialmente la primera descubierta y también la primera en ser poblada. Fue descubierta por Diogo de Silves en un viaje de regreso desde Madeira en 1427.
La isla tiene una superficie de 97,5 km² y una población de 6500 habitantes. La capital de la isla, Vila do Porto, es la más antigua de las villas de las Azores y todavía se pueden encontrar vestigios de casas antiguas que supuestamente pertenecieron a su primer capitán, con ventanas del siglo XV.
Santa María es la única de las islas del archipiélago con grandes proporciones de tierras sedimentarias, donde se pueden encontrar fósiles marinos.

## Historia
La isla fue descubierta por los navegantes portugueses en el siglo XV, sin embargo las cartas portulanas mencionan su existencia algo más de un siglo antes.
Fue la primera de las islas de las Azores en ser poblada, probablemente entre 1430 y 1450. Posteriormente, en febrero de 1493, Cristóbal Colón hizo escala en la isla en su regreso de su primer viaje a América.
El 8 de febrero de 1989, un Boeing 707 de la compañía chárter estadounidense Independent Air se estrelló en la colina de Pico Alto. Fallecieron los 144 pasajeros a bordo, así como los miembros de la tripulación.
En 2001, su población era de unos 5.500 habitantes. La isla ha vivido históricamente del comercio y la agricultura, sin embargo, ha ido abriéndose al turismo desde los inicios del siglo XXI.

## Sitios de interés

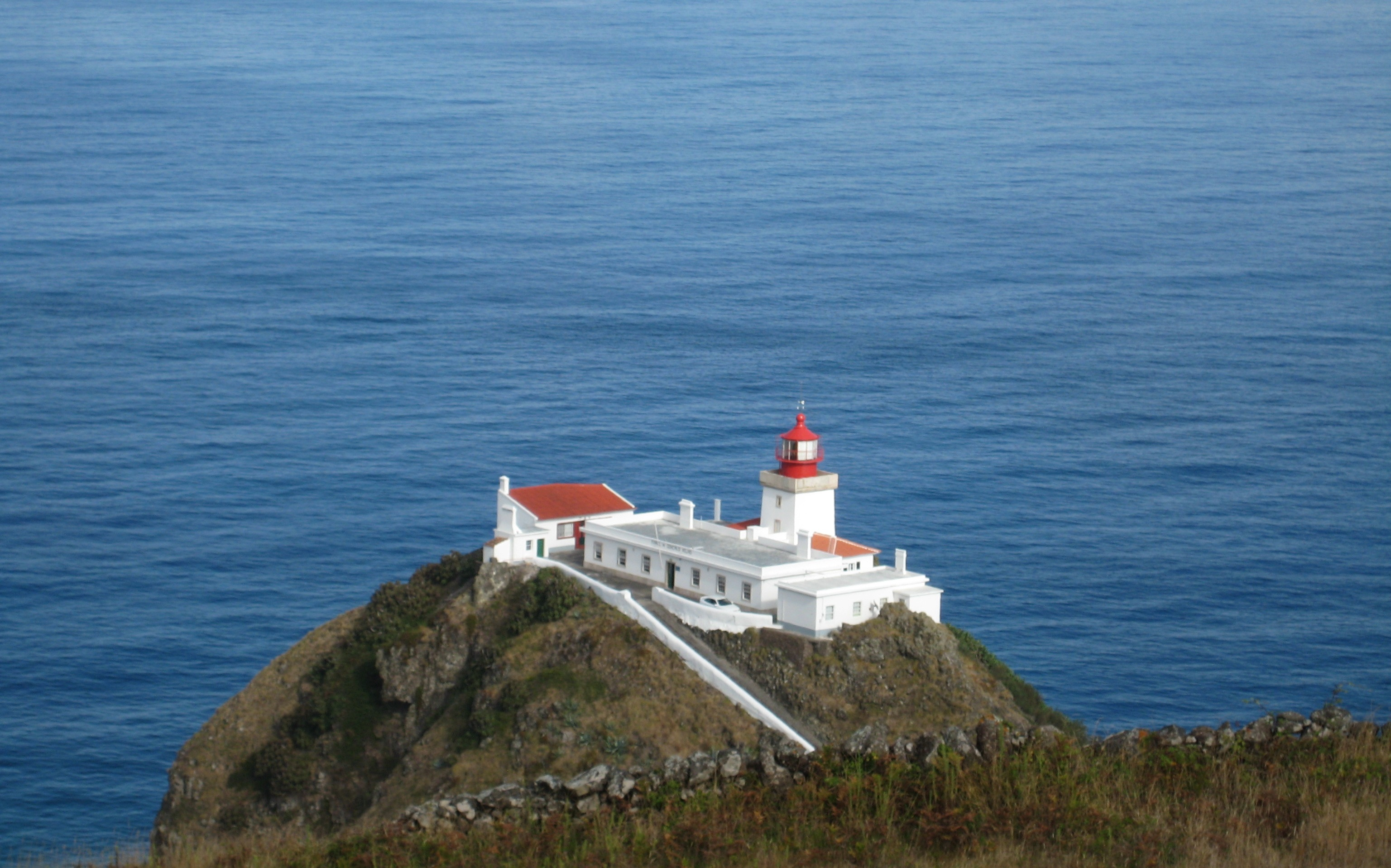
Faro de Gonçalo Velho.

- Almageiras: al sur de Vila do Porto, debe su nombre a la bahía Almageiras. Es uno de los lugares más agradables de las Azores.
- Pico Alto: es la mayor cota de Santa María, con una altura de 567 m.
- Faro de Gonçalo Velho: situado en el extremo sur de la isla, en la freguesia de Santo Espírito.
- Fuerte de la Bahía de São Lourenço: es una fortaleza destinada a la defesa de la isla contra los ataques de piratas y corsarios.
- Convento de São Francisco: Del siglo XVI, el conjunto se encuentra clasificado como Edificio de Interés Público.
- Iglesia de Nuestra Señora de la Purificación: Principal iglesia de Vila do Porto, del siglo XVI.

## Geografía

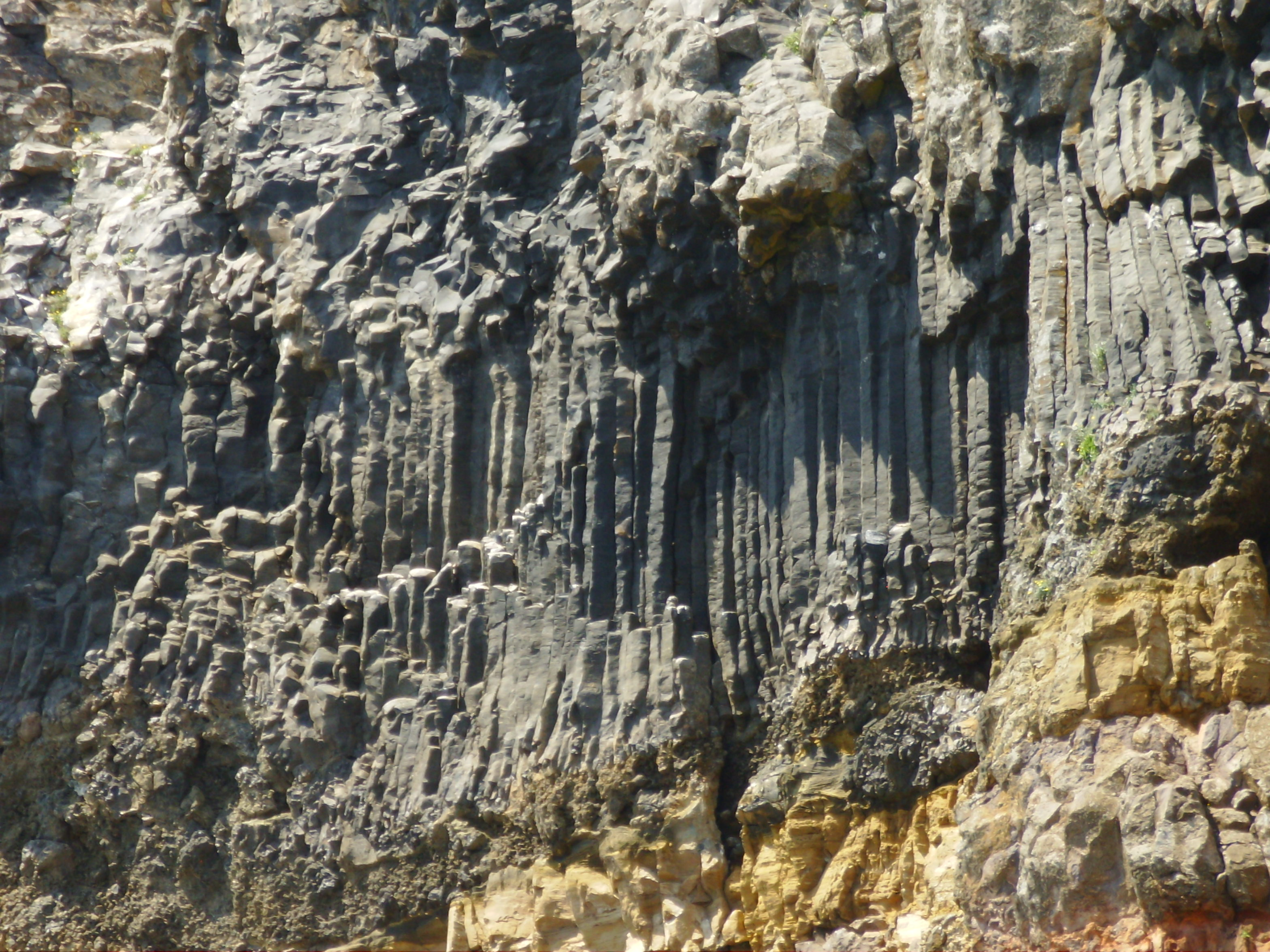
Geología singular en los acantilados de Santa María.

Morfológicamente, la isla está al oeste de una meseta erosionada uniforme cuya altura no excede de 200 metros. Su parte oriental, separada de la anterior por una cadena montañosa (Serra Verde), es más robusta y relativamente boscosa.
La isla es de origen volcánico, pero su historia geológica es compleja: es la isla más antigua de las Azores y ha sido objeto de varias fases de construcción y erosión intensa desde finales del Mioceno. También experimentó fases de inmersión relacionadas con transgresiones marinas importantes. Este contexto explica la presencia de algunas formaciones sedimentarias intercaladas en el área volcánica subaérea o bajo el agua.
Su actividad volcánica tuvo su pico de actividad hace 8 millones de años y se considera extinta en la actualidad. La isla de Santa María se ahorra la intensa actividad sísmica que caracteriza a su vecina de São Miguel; Sin embargo, ha experimentado un par de terremotos durante su historia.